# BED OF ROSES
『BED OF ROSES』（ベッド・オブ・ローゼス）は、久松史奈の6枚目のオリジナル・アルバム。

## 内容
本作は前作迄よりもインドア系及びロック色を増した作品に仕上げた。美久月千晴が全曲ベースで参加。

## 収録曲
全作詞：久松史奈（特記以外）
1. THE ONE AND ONLY
作曲：井口慎也　編曲：国吉良一
2. BEST OF FRIENDS, FOREVER
作詞・作曲：難波正司・Sherwood Ball（訳詞：久松史奈）編曲：難波正司
3. PRICE OF MY HEART
作曲：久松史奈　編曲：瀬尾一三
4. Mr.
作曲：藤生ゆかり　編曲：難波正司
5. You've Got to Believe
作曲：鴨井学　編曲：難波正司
6. Revolver
作詞：Ole Juul・Lars Juul・Nibo・Christine（訳詞：久松史奈）
作曲：PARADOX　編曲：瀬尾一三
7. さよならを教えて
作曲：立花瞳　編曲：瀬尾一三
8枚目のシングル。TBS系『噂の!東京マガジン』エンディングテーマ。
8. One Night Stand
作曲：久松史奈　編曲：難波正司
8枚目のシングルのカップリング。
9. HE GOES DOWN
作曲：藤生ゆかり　編曲：難波正司
10. America 〜かり取られた果実〜
作曲：井口慎也　編曲：国吉良一

## 参加ミュージシャン
- 青山純 - ドラム
- 山木秀夫 - ドラム
- 長谷部徹 - ドラム
- 国吉良一 - キーボード
- 難波正司 - キーボード
- 美久月千晴 - ベース
- 今剛 - ギター
- 井口慎也 - コーラス
- 藤生ゆかり - コーラス